# IPad (第6世代)
iPad（アイパッド）は、Appleが開発、販売したタブレット型コンピューターである。iPad シリーズの第6世代にあたる機種。

## 概要
2018年3月27日（米国時間）に、イリノイ州シカゴのイベントで発表された。価格は教育機関向けでは299ドルと歴代のiPadの中で最も低価格である。一般販売は前世代のiPad (第5世代) 同様、329ドル／37,800円からである。
SoCはiPhone 7/7 Plusと同じApple A10 Fusionを搭載しているが、周波数はiPhone 7の2.33GHzから2.21GHzへとクロックダウンがされている。メモリは2GBを搭載し、iPhone 7に近いスペックを持っている。チップが新しくなった事により、前世代のiPad (第5世代) よりもパフォーマンスが向上している。
画面サイズは9.7インチ。iPad Pro限定だったApple Pencilが本モデルでは使用可能となり、同イベントで専用スタイラスペンLogitech Crayonが発表され、日本では2018年9月から販売されている。
バッテリーはこれまで同様最長で10時間持つ。尚、充電は12W(5V 2.4A)までの対応であり、USB-PDには非対応である。
バックカメラの画素数は800万画素。iPadOS公開と同時にUSBメモリや物理キーボードの利用をサポートした。(別途アダプターが必要)

このiPadの発売頃から学校での学習用に使うiPadとして学校にも普及していった。
2024年6月10日にWWDC24により発表されたiPadOS 18では、10.5インチiPad Pro/12.9インチiPad Pro (第2世代)と共にサポート対象外となった。ただし、同じくA10 Fusionチップ搭載のiPad (第7世代)は引き続きサポートが継続される。

## iPadモデルの変遷
（横スクロールできる画像です）